# Parzniewice (gromada)
Parzniewice – dawna gromada, czyli najmniejsza jednostka podziału terytorialnego Polskiej Rzeczypospolitej Ludowej w latach 1954–1972.
Gromady, z gromadzkimi radami narodowymi (GRN) jako organami władzy najniższego stopnia na wsi, funkcjonowały od reformy reorganizującej administrację wiejską przeprowadzonej jesienią 1954 do momentu ich zniesienia z dniem 1 stycznia 1973, tym samym wypierając organizację gminną w latach 1954–1972.
Gromadę Parzniewice siedzibą GRN w Parzniewicach utworzono – jako jedną z 8759 gromad na obszarze Polski – w powiecie piotrkowskim w woj. łódzkim, na mocy uchwały nr 35/54 WRN w Łodzi z dnia 4 października 1954. W skład jednostki weszły obszary dotychczasowych gromad Parzniewice Duże, Parzniewice Małe, Parzniewiczki, Poraj, Pawłów Górny i Władysławów, ponadto wieś Huta Porajska i wieś Napoleonów z dotychczasowej gromady Huta Porajska oraz wieś Gąska, osada Gąska i wieś Ludwików z dotychczasowej gromady Kamienna ze zniesionej gminy Parzniewice, a także obszar dotychczasowej gromady Laski ze zniesionej gminy Rozprza, wszystkie jednostki w tymże powiecie. Dla gromady ustalono 22 członków gromadzkiej rady narodowej.
1 stycznia 1959 do gromady Parzniewice przyłączono obszar zniesionej gromady Gałkowice Stare.
Gromada przetrwała do końca 1972 roku, czyli do kolejnej reformy gminnej.